# Епсилон Південного Трикутника
Епсилон Південного Трикутника (лат. ε Trianguli Australis, скорочено ε TrA) — подвійна система зір у сузір'ї Південного Трикутника, розміщена на відстані близько 216 а. о. (66,3 парсека) від Сонця. На карті небесної сфери зоря лежить майже точно на одному з ребер Південного Трикутника, який умовно з'єднує Бету та Ґамму цього сузір'я.

## Властивості
Перша зірка у зоряній парі, ε Південного Трикутника A, класифікована як помаранчевий субгігант спектрального класу K з видимою зоряною величиною +4,11. Її компаньйон, ε Південного Трикутника B, — біла зоря класу А із видимою зоряною величиною +9,32, віддалена від головної зорі на 82,1 кутових секунд у позиційному куті 218°.
Епсилон Південного Трикутника А у 17 разів більша за Сонце, а її ефективна температура поверхні коливається біля 4440 К.